# 14 de Febrero
14 de Febrero är en ort i Mexiko.   Den ligger i kommunen Cintalapa och delstaten Chiapas, i den sydöstra delen av landet, 600 km sydost om huvudstaden Mexico City. 14 de Febrero ligger 654 meter över havet och antalet invånare är 182.
Terrängen runt 14 de Febrero är platt åt sydost, men åt nordväst är den kuperad. Runt 14 de Febrero är det ganska glesbefolkat, med 26 invånare per kvadratkilometer. Närmaste större samhälle är Mérida, 11,3 km öster om 14 de Febrero. Omgivningarna runt 14 de Febrero är en mosaik av jordbruksmark och naturlig växtlighet.